# 林宏昭
林宏昭（はやし ひろあき、1958年- ）は、日本の経済学者、関西大学教授・元副学長。
兵庫県生まれ。1981年関西学院大学経済学部卒業、87年同大学院経済学研究科博士課程後期課程満期退学。94年「租税政策の計量分析 家計間・地域間の負担配分を中心として」で経済学博士。帝塚山大学経済学部助教授、関西大学経済学部教授、経済学部長、副学長を務める。95年の『租税政策の計量分析』で日税研究特別賞受賞。専門は財政学。

## 著書
- 『租税政策の計量分析 家計間・地域間の負担配分』日本評論社 1995
- 『これからの地方税システム 分権社会への構造改革指針』中央経済社 2001
- 『どう臨む、財政危機下の税制改革』清文社 2002
- 『分権社会の地方財政』中央経済社 2007
- 『税と格差社会 いま日本に必要な改革とは』日本経済新聞出版社 2011

### 共編著
- 『世界はこうして財政を立て直した 9ヵ国の成功事例を徹底研究』永久寿夫共編著 PHP研究所 2001
- 『入門地方財政』橋本恭之共著 中央経済社 2002
- 『入門財政学』玉岡雅之,桑原美香共著 中央経済社 2008
- 『社会保障制度改革を考える 財政および生活保護,医療,介護の観点から』一圓光彌共編著 石井吉春, 前川聡子, 田畑雄紀, 岩﨑利彦, 佐藤雅代, 芝田文男著 中央経済社 2014